# Guido Bernardi
Guido Bernardi (né le 21 septembre 1921 à Pontenure et mort le 22 janvier 2002 à Pontenure) est un coureur cycliste italien. Spécialiste de la poursuite sur piste, il a été médaillé d'argent de la poursuite par équipes avec Rino Pucci, Anselmo Citterio et Arnaldo Benfenati aux Jeux olympiques de 1948 à Londres.

## Palmarès
- 1948
  -  Médaillé d'argent de la poursuite par équipes aux Jeux olympiques
  - 3e Tour des Pouilles et Lucanie
- 1949
  - Coppa San Geo
- 1950
  - Grand Prix Ceramisti